# 吳榮根
吳榮根，浙江金華人。原中国人民解放军空军第1侦察机团1大队2中队飞行员，后驾机经由大韩民国投奔中华民国，是台湾海峡两岸对峙时期中华民国的「反共義士」之一。

## 經過
1982年10月16日，吳榮根駕米格-19戰鬥機，從山東省中国人民解放军空军文登機場起飛，降落於大韓民國漢城（今首爾）南郊的京畿道城南市空軍基地。10月31日，吳榮根抵達臺灣，時任總統蔣經國函電宋美齡：

「……自山東半島駕駛米格機降落韓國投奔自由之吳榮根義士亦於今日自韓安全接運返國以近日大陸接二連三奪機奪車嚮往自由死且不畏之事件證之人心思漢已成定局此後唯賴國人堅定自強團結奮鬥一如大人一貫之訓示不為任何誘惑威脅懷疑所動搖則必能達成父親母親光復大陸之宏願紐約秋深至祈母親倍加珍護肅叩福安兒經國跪稟十月三十一日」

1983年，台灣電視公司將吳榮根駕戰機飛來台灣的相關事蹟拍成八點檔連續劇《漢江風雲》，由甄選出的新人梅源海飾演吳榮根。
1985年，战斗机歸還中國大陸。到台湾后，吴荣根獲頒黃金5,000兩，約價值當時的新台币8,500萬（當時的新台幣購買力相當於2023年7月的新台幣1億7,300多萬元），并先後被當時中華民國國防部總政治作戰部主任王昇、陸軍總司令蔣仲苓收為義子。1986年，獲政治作戰學校政治研究所碩士。
1987年間，吴荣根與環亞大飯店夜總會副理劉積順同居，刘女懷孕，爆發共同詐取吳榮根新台幣千萬元分手費案，後劉女逃亡海外。吳榮根被調至政治作戰學校擔任講師。1990年，吳榮根與政治作戰學校語文訓練中心女職員姜月惠結婚。1994年12月31日，吳榮根在政治作戰學校以中校退伍，現已移民入籍美國。